# پودینگتون، چشر
پودینگتون (به انگلیسی: Puddington) یک روستا و محله مدنی در بریتانیا است که در چشر غربی و چستر واقع شده‌است. پودینگتون ۳۸۱ نفر جمعیت دارد.